# هيلاري سالفاتوري
هيلاري سالفاتوري (بالإنجليزية: Hilary Salvatore)‏ هي ممثلة أمريكية، ولدت في 14 فبراير 1980 في نيويورك في الولايات المتحدة.

## وصلات خارجية
- هيلاري سالفاتوري على موقع IMDb (الإنجليزية)
- هيلاري سالفاتوري على موقع قاعدة بيانات الفيلم (الإنجليزية)